# Have You Seen Her
Have You Seen Her is een lied geschreven door Eugene Record en Barbara Acklin. Zij begonnen in het midden van de jaren 60 samen liedjes te schrijven. Acklin had daarnaast ook zelf een zangcarrière. Het lied gaat over een man, die dacht zeker te zijn van een relatie met zijn vriendin. Zij gaat er echter vandoor en hij blijft mijmeren.

## The Chi-Lites
Have You Seen Her is een single van The Chi-Lites, waarvan Record lid was. Het is afkomstig van hun album (For God's Sake) Give More Power to the People. De tekst in het nummer wordt deels gesproken, deels gezongen. Al snel werden er meer dan 2 miljoen van verkocht.

### Hitnotering
Het samenwerkingsverband bracht de nodige successen. Zo stond Have You Seen Her 14 weken in de Billboard Hot 100 met als hoogste notering plaats 3. Dit was net iets minder dan de opvolger Oh Girl. In het Verenigd Koninkrijk haalde het ook een 3e plaats, maar dan in 12 weken. De opvolger kon daar juist niet aan tippen. In 1975 werd het plaatje nog een keer uitgebracht en stond het opnieuw in de hitparade, met negen weken notering en een vijfde plaats als hoogste. Voor Nederland en België was geen notering in de hitparades weggelegd.

#### NPO Radio 2 Top 2000
Zorg dat je dit sjabloon alleen aanroept op een pagina gekoppeld aan Wikidata, of geef zelf een Wikidata-ID mee (zie uitleg).

## MC Hammer
Het lied werd opnieuw een succes toen MC Hammer het uitbracht. Het werd opgenomen voor en op zijn studioalbum Please Hammer, Don't Hurt Them.

### Hitnoteringen
Het lied steeg opnieuw de hoge regionen van zowel de Amerikaanse als Britse hitparade in. In de VS haalde het de 4e plaats, in het Verenigd Koninkrijk de 8 (7 weken). Dit keer konden er ook royalty's bijgeschreven worden vanuit Nederland en België.

#### Nederlandse Top 40
| Positie: | 25 | 14 | 8 | 4 | 3 | 3 | 6 | 11 | 20 | 37 | uit |

#### NederlandseSingle Top 100
In deze hitparade weerhield de Steve Miller Band met The Joker MC Hammer van de eerste plaats.
| Positie: | 64 | 36 | 11 | 5 | 3 | 2 | 5 | 9 | 22 | 37 | 57 | 89 | uit |

#### BelgischeBRT Top 30
| Positie: | 18 | 24 | 18 | 13 | 11 | 14 | 11 | uit |

#### VlaamseUltratop 50
| Positie: | 34 | 33 | 23 | 18 | 14 | 13 | 14 | 18 | 27 | 35 | 35 | 39 | uit |

## Andere versies
Er zijn maar weinig andere covers van bekend. Onder meer Tony Hadley van Spandau Ballet nam het op.